# ایوان کارتنیکوف
ایوان کارتنیکوف (به انگلیسی: Ivan Karetnikov) (زادهٔ ۱۹۴۲) شناگر اهل شوروی است.